# Азимов, Зафар Яхьёевич
Азимов, Зафар Яхьёевич (род. 14 мая 1982 года, Ленинабад, Таджикская ССР, СССР) — бизнесмен. Владелец международной инвестиционной кампании Zamwell Capital.

## Биография
2004 — окончил Университет Небраски в Линкольне по специальности финансовое управление, экономика, менеджмент.
2007 -Zamwell Capital, основатель. Одним из первых проектов стал «Арктиксервис». После реструктуризации Азимов формировал стратегии развития, занимался финансовыми вопросами; по его инициативе «Арктиксервис» вышел на новые рынки, в том числе и на японский. В 2011 году Зафар Азимов продал «Арктиксервис» стратегическому инвестору. 
2008 — возглавил совет директоров «Кайраккумского коврового комбината». В июне 2021 года принимал президентов Республики Таджикистан Эмомали Рахмона и Республики Узбекистан Шавката Мирзиёева.
2015 — Zamwell Capital выкупил завод «Инфаприм» в Истре, который был на грани банкротства. Азимов разработал комплекс антикризисных мер. В результате доля реализованной продукции на рынке детских смесей увеличилась с 2 до 15 %, предприятие вошло в тройку крупнейших поставщиков детского питания в странах Центральной Азии. Азимов — держатель акций предприятия.
2021 — получил степень MBA2 в Лондонской школе бизнеса.
2023 — правительственная комиссия согласовала сделку по выкупу российских производственных активов группы компаний «Цементум» (бывший Holcim) АО «Новая группа», которая контролируется Зафаром Азимовым.

## Награды
- «За доблестный труд» («Хизмати шоиста»)[9][10]

## Личная жизнь и благотворительность
Отец — Яхьё Азимов.
Женат. У пары трое детей.